# Pov pob

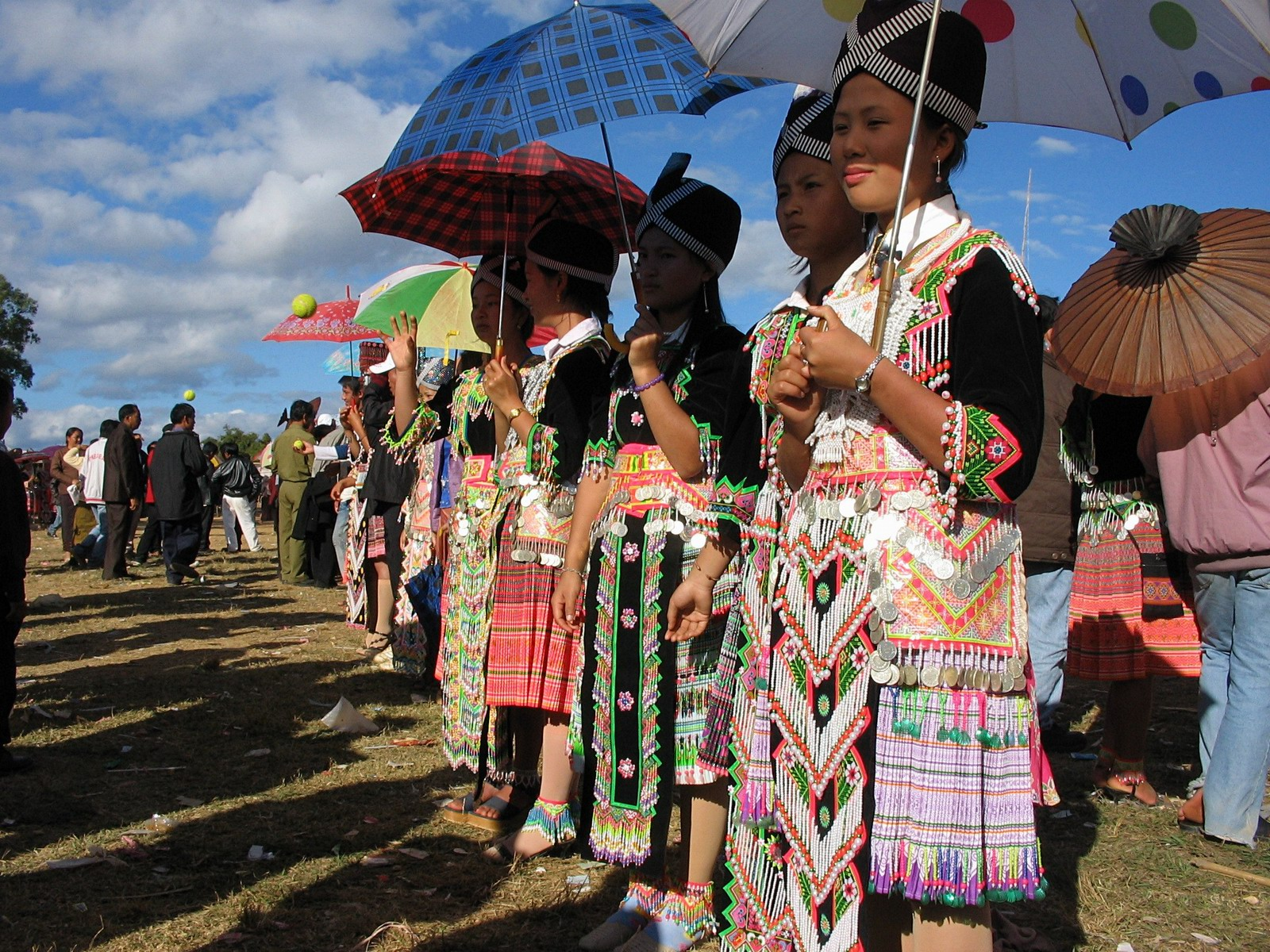
Rząd dziewcząt uczestniczących w noworocznym rytuale pov pob

Pov pob – rytuał świąteczny związany głównie z obchodami Nowego Roku, a także gra towarzyska azjatyckiego ludu Hmongów.

## Zasady gry
Gra toczy się pomiędzy dwiema osobami stojącymi naprzeciwko siebie w odległości kilku metrów, jednak najczęściej wiele grających par ustawia się wspólnie w dwóch równoległych rzędach. Polega na rzucaniu do siebie nawzajem oraz chwytaniu piłeczki (tradycyjnej, wykonanej z bawełny, szmacianej lub coraz częściej tenisowej). Piłkę należy podrzucać oraz chwytać jednorącz. Osoba, która upuści piłkę, traci umówiony fant lub żeton, ewentualnie jest zobowiązana do wykonania określonej czynności, na przykład zaśpiewania piosenki. Gra nie ma podłoża materialnego – po jej zakończeniu zdobyte fanty są oddawane partnerowi. Może być traktowana jako sportowa rozrywka lub stanowić element rytuału.

## Rytuał

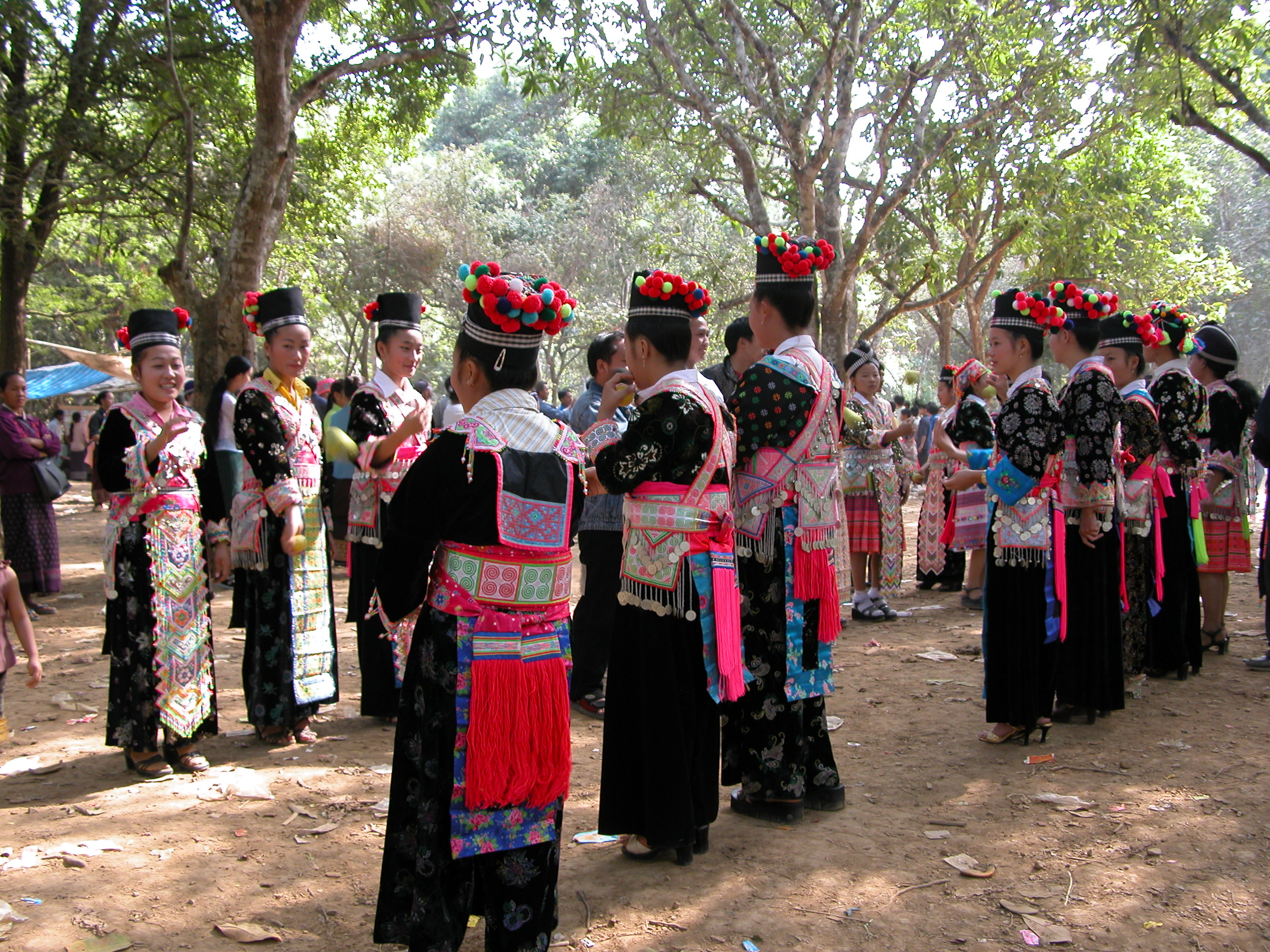
Rytuał pov pob

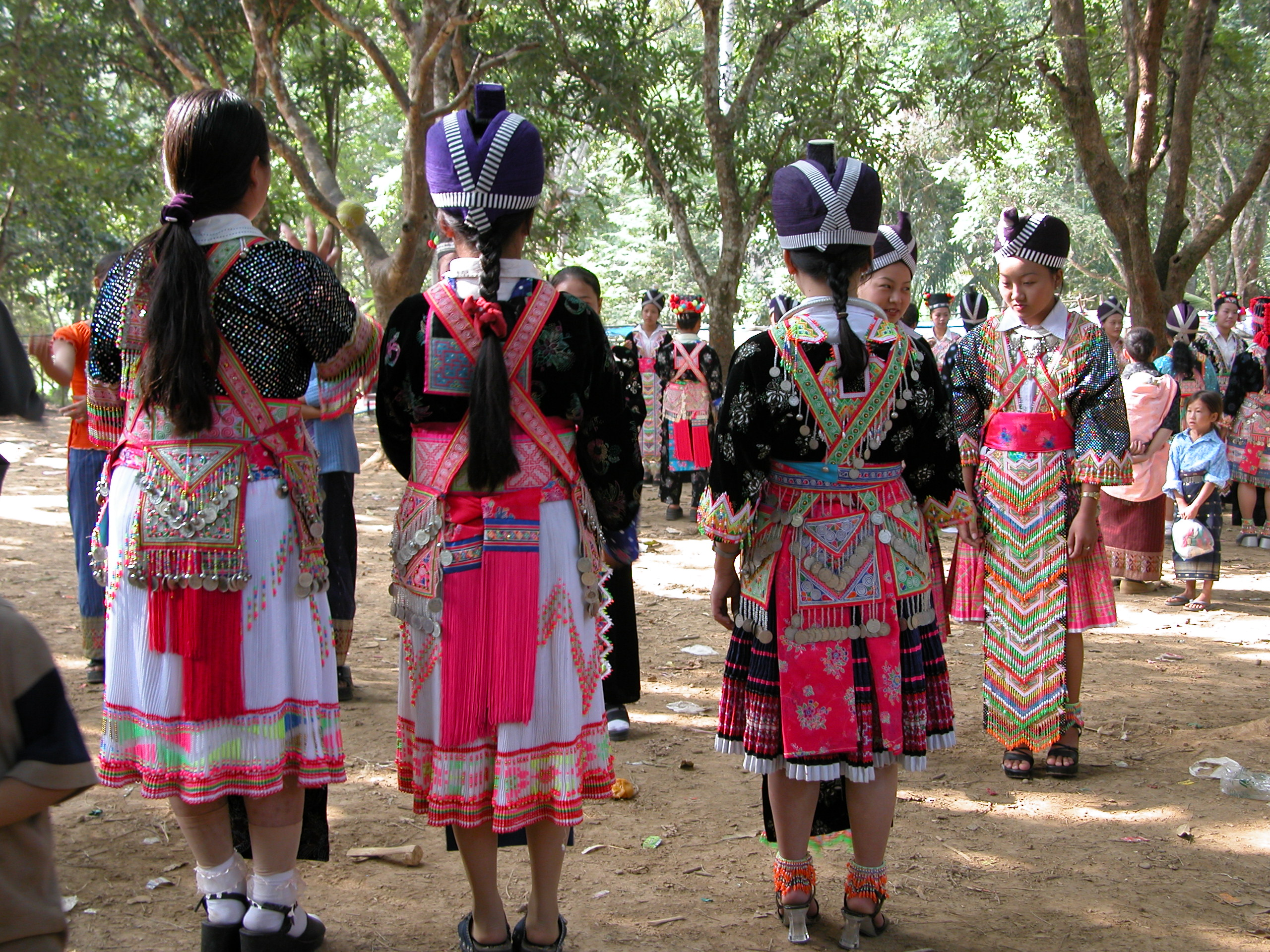
Dziewczęta mogą grać w pov pob również we własnym gronie

Pov pob może być częścią większego świątecznego rytuału, odbywającego się najczęściej w związku z obchodami Nowego Roku. Rytuał, w tym sama gra, może trwać wiele godzin, a nawet dni i stanowi okazję do kojarzenia się par – potencjalnych małżeństw.
W rytualnej grze pov pob rzucanie piłki może odbywać się pomiędzy kobietami lub w parach mieszanych, o ile chłopiec i dziewczyna nie pochodzą z tego samego klanu. Pozostałe kombinacje stanowią tabu.
Spośród stojących mężczyzn kobiety wybierają partnerów, po czym utworzone pary dołączają do rzędu osób już uczestniczących w grze. Celowe wyrzucenie piłki przerywa grę, zaś upuszczenie jej przy próbie złapania wiąże się z koniecznością oddania partnerowi fantu – może to być np. ornament (część ozdobnego stroju). Aby później odzyskać utracone w ten sposób "żetony", należy zaśpiewać partnerowi piosenkę o charakterze miłosnym (erotycznym).

### Pieśń
Pieśni Hmongów nie przypominają utworów wokalnych współczesnej kultury Zachodu. Są to raczej odpowiedniki psalmów, które wyewoluowały z poezji o znaczeniu użytkowym, podobnym do pierwotnej poezji europejskiej, gdzie rymy ułatwiały zapamiętanie wiedzy przekazywanej z pokolenia na pokolenie w społeczności nie stosującej pisma (zobacz: tradycja oralna). 
W utworach plemiennych Hmongów funkcjonuje wiele ukrytych znaczeń "doszlifowanych" przez kolejne pokolenia w obrębie klanów, a przy tym teksty mają wiele wariantów i często są improwizowane przez zdolnego śpiewaka. Z tego powodu utworów tych nigdy nie wykonuje się zbiorowo. Wśród ogółu pieśni wyróżnić można pełniące specjalne znaczenie pieśni rytualne: pogrzebowe (zaj pam tuag), weselne (zaj tshoob) i szamańskie (zaj hu nkauj neeb), oraz kilkanaście typów pieśni nierytualnych (kwv-txhiaj), również wykonywanych w ściśle określonych okolicznościach. Większość tych pieśni jest smutna i kończy się osobistym wyznaniem żalu. Z grą pov pob wiąże się specjalny rodzaj "pieśni-odpowiedzi" (kwv-txhiaj teb) mającej formę dialogu; kobieta intonuje fragment o zalotnych słowach – mężczyzna odpowiada, kontynuując dialog. Pieśni kwv-txhiaj teb zawierają dwuznaczne zwroty i grę słów o charakterze erotycznym. Inną grupą zalotnych pieśni związanych z pov pob są kwv-txhiaj plees – utwory śpiewane przez młode, niezamężne dziewczęta, wyrażające niespełnioną miłość i tęsknotę.

### Znaczenie
Pov pob jest okazją do nawiązania znajomości, rozmów i flirtu pomiędzy chłopcami i dziewczętami z różnych klanów – często pochodzących z różnych wiosek i spotykających się jedynie w związku z obchodami świąt. W tradycji Hmongów nie ma dni wolnych od pracy (odpowiedników niedzieli) natomiast Nowy Rok, którego data jest zależna od faz księżyca i zakończenia zbiorów ryżu, stanowi najważniejsze stałe święto; jego obchody trwają około tygodnia. Na czas obchodów zarówno kobiety, jak i mężczyźni ubierają się odświętnie w tradycyjne stroje ludowe, których wzór i kolorystyka wiąże się z przynależnością do określonej grupy lub klanu. Nazwy grup mają związek z kolorami strojów: np. Hmongowie Czarni, Biali, Zieloni, Niebiescy, Pręgowani, Pstrzy, Kwieciści (zobacz: podział plemienny Hmongów). 
W związku ze znaczeniem Nowego Roku, a także funkcją rytuału pov pob większość małżeństw Hmongów jest zawierana wkrótce po Nowym Roku. Przed zawarciem małżeństwa niektóre pary mogą chcieć poznać się lepiej. W tym celu młody mężczyzna prosi o zgodę rodziców swojej wybranki, obwieszczając swoje przybycie grą na piszczałce raj npliam lub hmongijskim flecie raj nploog. 
Umówione spotkania odbywają się w domu panny, bądź w innym miejscu obserwowanym przez osoby trzecie.

## Galeria

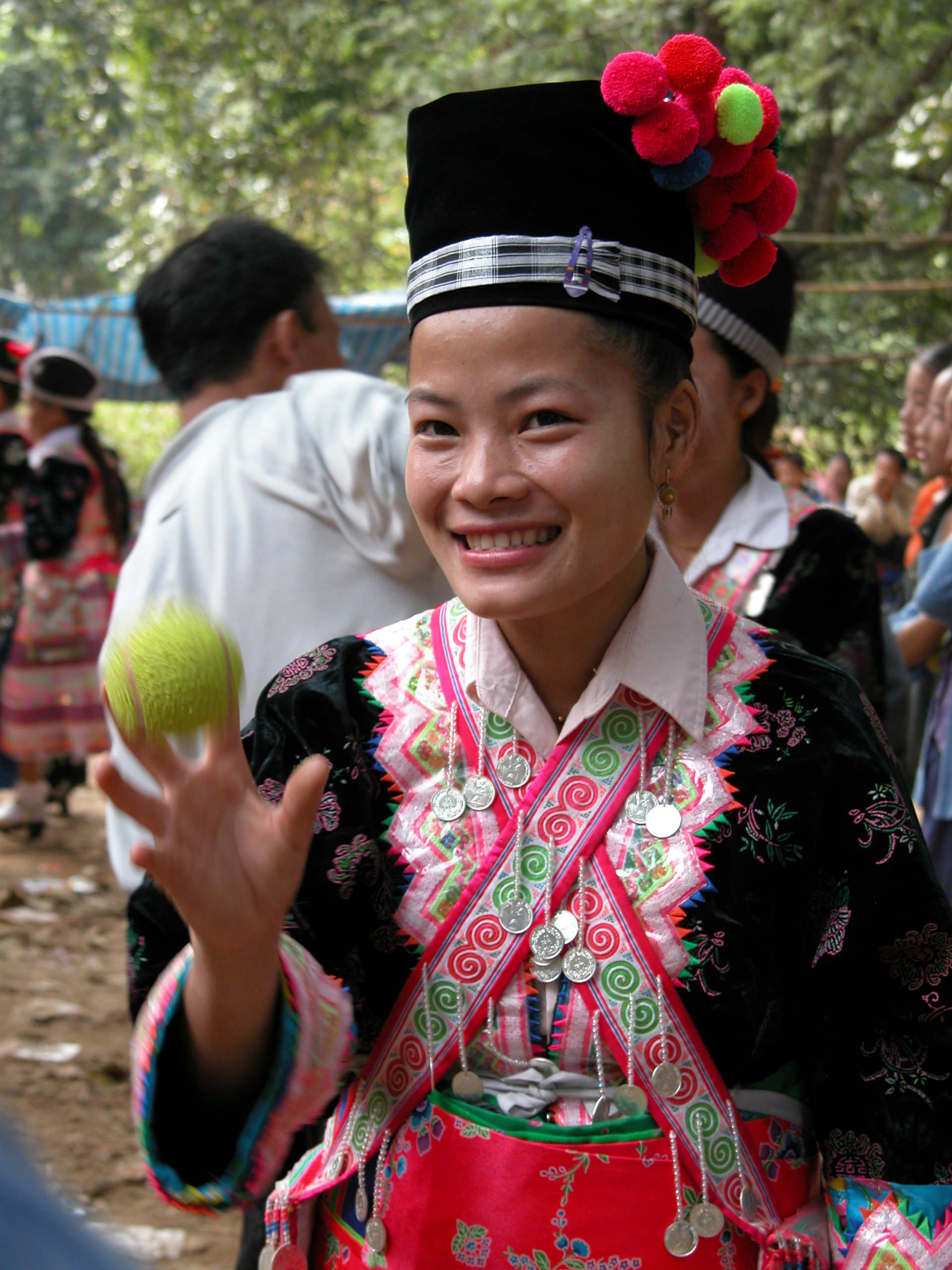
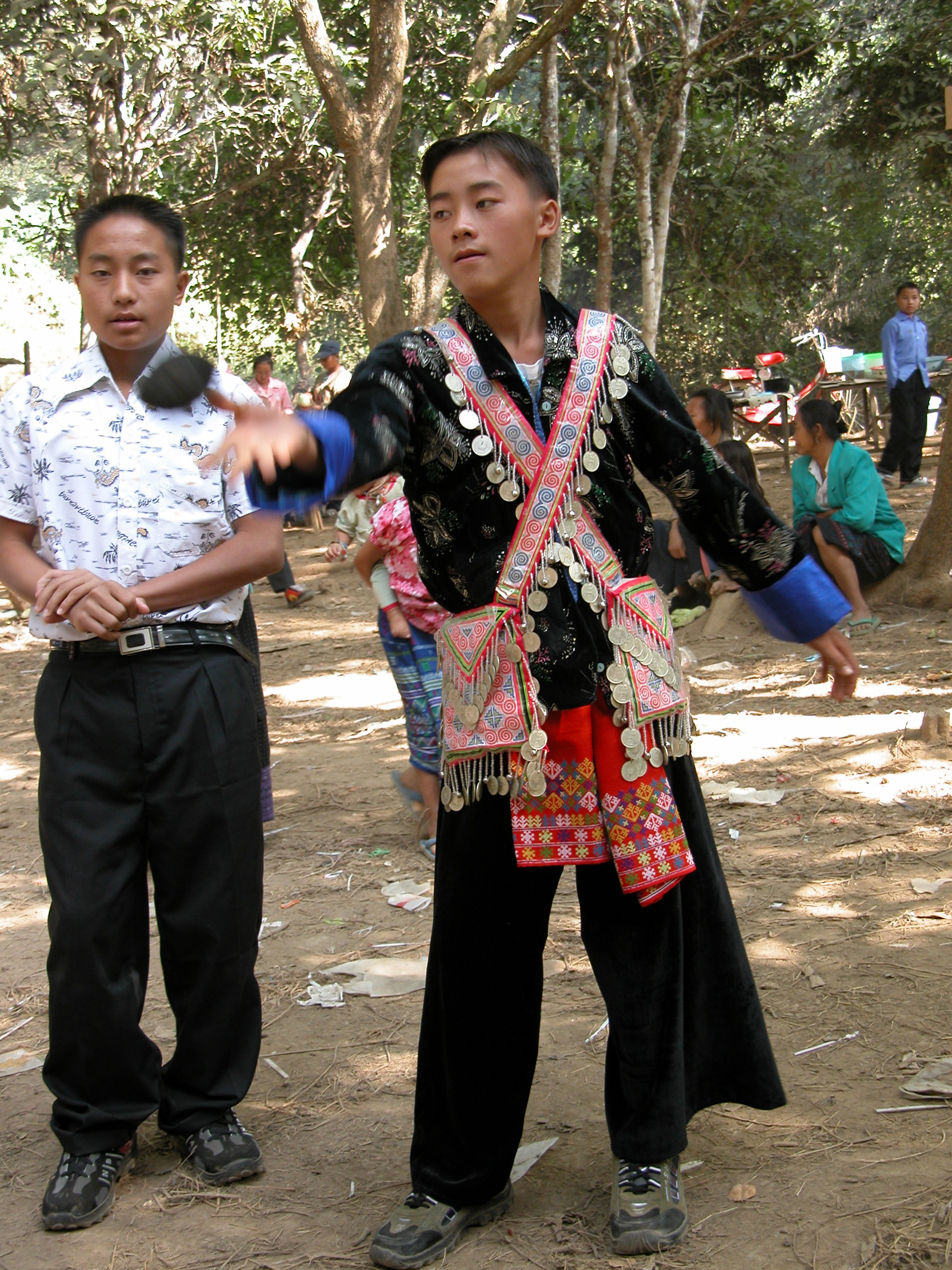
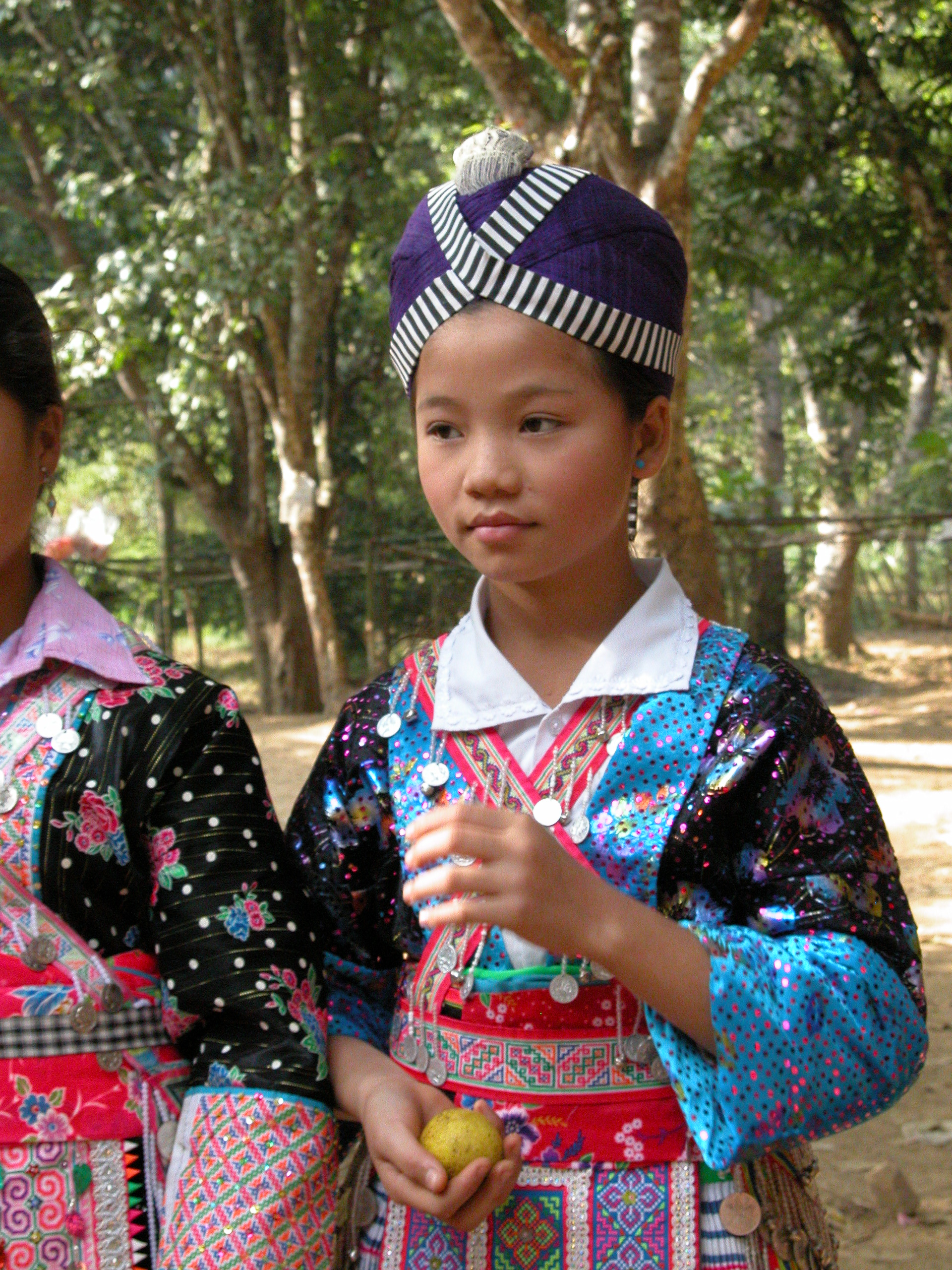